# Länderticket
Ländertickets sind Pauschalangebote im Nahverkehr in Deutschland mit den einzelnen Bundesländern als räumlichen Geltungsbereich, die in Kooperation mit den Verkehrsverbünden verkauft werden. Ländertickets wurden ab März 1997 eingeführt, zunächst für Bayern. Heute gibt es entsprechende Angebote für alle Bundesländer. Die meisten Ländertickets waren bis 2021 Angebote im Tarifsystem der Deutschen Bahn, seit 2022 sind sie Teil des Deutschlandtarifs. Ausnahmen sind das Hessenticket, ein gemeinsames Angebot der drei hessischen Verkehrsverbünde, sowie die Tickets für Nordrhein-Westfalen und Niedersachsen, welche Bestandteile der jeweiligen Landestarife sind. 2006 wurden erstmals mehr als zehn Millionen Ländertickets verkauft.

## Allgemeine Konditionen

### Zeitliche Gültigkeit der Ländertickets
| Ticket              | Montag – Freitag                       | Samstag, Sonntag und gesetzl. Feiertage        | Anmerkungen                                                                     |
| ------------------- | -------------------------------------- | ---------------------------------------------- | ------------------------------------------------------------------------------- |
| Ländertickets       | 09:00 Uhr bis 03:00 Uhr des Folgetages | 00:00 Uhr bis 03:00 Uhr des Folgetages         |                                                                                 |
| Ländertickets-Nacht | 18:00 Uhr bis 06:00 Uhr des Folgetages | 18:00 Uhr bis 06:00 / 07:00 Uhr des Folgetages | In den Nächten vor Samstagen, Sonn- und Feiertagen bis 07:00 Uhr des Folgetages |

Viele Tarifmerkmale der Ländertickets sind mit dem ehemaligen Schönes-Wochenende-Ticket und dem Quer-durchs-Land-Ticket identisch. Sie sind für beliebig viele Fahrten in Zügen des Nah- bzw. Regionalverkehrs (IRE, RE, FEX, MEX, RB, S-Bahn) der DB und anderer Gesellschaften gültig. Die Anerkennung zur Nutzung weiterer öffentlicher Verkehrsmittel (U-Bahnen, Straßenbahnen, Oberleitungsbussen und Omnibussen) ist sehr unterschiedlich geregelt, diverse Verkehrsverbünde akzeptieren sie vollständig oder teilweise.
Die Ländertickets können für ein bis fünf Personen gelöst werden und erlauben vielfach für ein Eltern- oder Großelternpaar oder -teil die Mitnahme beliebig vieler eigener Kinder oder Enkel unter 15 Jahren. Davon abweichend gibt es das Nordrhein-Westfalen-Ticket entweder als Singleversion oder für Kleingruppen bis fünf Personen. Lediglich die Regelungen für das Brandenburg-Berlin- und das Hessenticket weichen hier deutlich ab. Diese gelten immer für fünf Personen, wobei das Brandenburg-Berlin-Ticket eine eingeschränkte und das Hessenticket keine erweiterte Mitnahmeregelung für (Enkel)Kinder vorsieht.
Die Ländertickets gelten von Montag bis Freitag ab 09 Uhr bis 03 Uhr des Folgetages, an Samstagen, Sonntagen und an gesetzlichen Feiertagen ab 00 Uhr bis 03 Uhr des Folgetages, die Ländertickets Nacht gelten von Sonntag bis Donnerstag ab 18 Uhr bis 06 Uhr des Folgetages, in den Nächten vor Samstagen, Sonntagen und gesetzlichen Feiertagen bis 07 Uhr des Folgetages.
Mit Ausnahme von Hessen, Nordrhein-Westfalen und Brandenburg-Berlin gibt es einen Grundpreis für eine Person und einen Aufpreis für jede weitere Person (maximale Gruppengröße fünf Reisende, familienangehörende Kinder sind überwiegend zusätzlich möglich). Mitfahrende Hunde werden allgemein auf die Reisendenzahl angerechnet, hierfür besteht seit Dezember 2010 folgende Regelung: „Hunde werden für die Berechnung der Teilnehmerzahl wie ein Erwachsener behandelt. Nehmen Sie mehr als zwei eigene Kinder/Enkel mit, kann nur ein Erwachsener durch einen Hund ersetzt werden.“ Diese neuen Regelungen wurden u. a. damit begründet, dass Pauschalpreisregelungen von einer großen Zahl von Fahrgästen als unfair empfunden würden, wenn eine oder zwei Personen genauso viel zahlen wie fünf Personen. Ausnahme sind das Brandenburg-Berlin-Ticket sowie das Hessenticket, diese Tickets gelten pauschal für fünf Personen, das Nordrhein-Westfalen Ticket ist entweder als Single-Version für eine Person oder als Minigruppenticket für fünf Personen erhältlich.
Zum Fahrplanwechsel 2005/2006 im Dezember 2005 wurde die Gültigkeit der Ländertickets, die bis dahin zumeist nur montags bis freitags nutzbar waren, auf die Wochenenden ausgedehnt. In Baden-Württemberg, Bayern, Berlin und Brandenburg wurden darüber hinaus Länderticket-Nacht-Angebote eingeführt, die für bis zu fünf Personen ab 18 Uhr und bis 6 bzw. 7 Uhr des Folgetages gelten.
In den Bundesländern Baden-Württemberg, Bayern, Berlin, Brandenburg, Hamburg und Mecklenburg-Vorpommern werden auch Ländertickets zur Nutzung der 1. Klasse angeboten. In Bayern, Berlin und Brandenburg sowie Baden-Württemberg sind auch Nacht-Ländertickets für die 1. Klasse erhältlich. In Baden-Württemberg und Bayern sind zudem Zuschlagskarten erhältlich, welche pro Person gelöst werden können und die Nutzung der 1. Klasse zu allen Ländertickets ermöglichen.
Bei einer Anreise oder Weiterfahrt im Anschluss auch an die zeitliche Gültigkeit der Tickets muss eine Fahrkarte bis zum bzw. ab dem letzten fahrplanmäßigen Halt im Geltungsbereich der jeweiligen Ländertickets gekauft werden. Zwei Ländertickets für angrenzende Länder können ohne Zuzahlungen im Grenzbereich beliebig miteinander kombiniert werden.
Um einen illegalen Weiterverkauf oder auch eine kostenlose Weitergabe zu unterbinden, müssen auf den Fahrkarten die Vor- und Nachnamen aller Reisenden mit Kugelschreiber oder Füller eingetragen werden, dies gilt bei allen Ländertickets mit Ausnahme des Hessentickets. Bei der Fahrkartenkontrolle muss das Ticket in Verbindung mit einem gültigen, amtlichen Lichtbildausweis (Personalausweis oder Reisepass) vorgezeigt werden.
Alle Ländertickets sind an Fahrscheinautomaten der DB, in DB-Servicestores und im Internet zuschlagsfrei erhältlich. Beim Kauf in DB-Reisezentren oder Reisebüros mit DB-Lizenz fällt unabhängig von der Anzahl der Reisenden eine Gebühr von 2 Euro, bei telefonischer Bestellung über die DB-Servicehotline eine Versandgebühr von 3,50 Euro an. Beim Niedersachsen-Ticket fallen keine Servicegebühren beim Kauf in personenbedienten Verkaufsstellen an. Die Ländertickets sind ebenso an Fahrkartenverkaufsstellen sowie an stationären und mobilen Fahrscheinautomaten der privaten Eisenbahnen, welche Mitglied im Tarifverband der Bundeseigenen und Nichtbundeseigenen Eisenbahnen in Deutschland (TBNE) sind, erhältlich. Innerhalb von Verkehrsverbünden und Tarifgemeinschaften sind die Ländertickets ebenso bei anerkennenden Verkehrsunternehmen erhältlich.
Beim Kauf einiger Ländertickets, beispielsweise dem Niedersachsen-Ticket, werden keine bahn.bonus-Punkte gewährt.

## Übersicht
Die Ländertickets haben je nach Gültigkeitsbereich unterschiedliche Preise. Die im Folgenden genannten Preise gelten für Kauf am Automaten oder im Internet.

### 2. Klasse
Tarifstand März 2025
| Land bzw. Länder                                    | Name                                                    | eine Person | zwei Personen | drei Personen | vier Personen | fünf Personen |
| --------------------------------------------------- | ------------------------------------------------------- | ----------- | ------------- | ------------- | ------------- | ------------- |
| Baden-Württemberg                                   | Baden-Württemberg-Ticket                                | 27 €        | 36 €          | 45 €          | 54 €          | 63 €          |
| Bayern                                              | Bayern-Ticket                                           | 32 €        | 42 €          | 52 €          | 62 €          | 72 €          |
| Berlin, Brandenburg                                 | Brandenburg-Berlin-Ticket                               | [ Bem. 1 ]  | →             | →             | →             | 35 €          |
| Hessen                                              | Hessenticket                                            | →           | →             | →             | →             | 42,50 €       |
| Mecklenburg-Vorpommern, Hamburg                     | Mecklenburg-Vorpommern-Ticket Mo–Do                     | 24 €        | 29 €          | 33 €          | 37 €          | 41 €          |
| Mecklenburg-Vorpommern, Hamburg                     | Mecklenburg-Vorpommern-Ticket Fr–So                     | 24 €        | 29 €          | 33 €          | 37 €          | 41 €          |
| Niedersachsen, Bremen, Hamburg                      | Niedersachsen-Ticket                                    | 28 €        | 35 €          | 42 €          | 49 €          | 56 €          |
| Nordrhein-Westfalen                                 | SchönerTagTicket NRW                                    | 38,60 €     | →             | →             | →             | 56,60 €       |
| Rheinland-Pfalz, Saarland                           | Rheinland-Pfalz-Ticket, Saarland-Ticket                 | 29 €        | 38 €          | 47 €          | 56 €          | 65 €          |
| Sachsen, Sachsen-Anhalt, Thüringen                  | Sachsen-Ticket, Sachsen-Anhalt-Ticket, Thüringen-Ticket | 33 €        | 41 €          | 49 €          | 57 €          | 65 €          |
| Schleswig-Holstein, Mecklenburg-Vorpommern, Hamburg | Schleswig-Holstein-Ticket                               | 30 €        | 36 €          | 42 €          | 48 €          | 54 €          |

1. ↑  Single-Version als Verbund-24-Stunden-Ticket VBB-Gesamtnetz für 23 € erhältlich (Stand Februar 2021)
2. ↑  Gemeinsames Verbundangebot des NVV, RMV und VRN mit erweiterter Gültigkeit.
3. ↑  Rheinland-Pfalz- und Saarland-Ticket sind vom Geltungsbereich her identisch. Die Tickets werden je nach Verkaufsort unter verschiedenem Namen angeboten.
4. ↑  Sachsen-, Sachsen-Anhalt- und Thüringen-Ticket sind vom Geltungsbereich her identisch. Die Tickets werden je nach Verkaufsort unter anderem Namen angeboten.

### 1. Klasse
Tarifstand September 2022
| Land bzw. Länder                   | Name                                | 1. Klasse: eine Person | 1. Klasse: zwei Personen | 1. Klasse: drei Personen | 1. Klasse: vier Personen | 1. Klasse: fünf Personen |
| ---------------------------------- | ----------------------------------- | ---------------------- | ------------------------ | ------------------------ | ------------------------ | ------------------------ |
| Baden-Württemberg                  | Baden-Württemberg-Ticket            | 32 €                   | 47 €                     | 62 €                     | 77 €                     | 92 €                     |
| Bayern                             | Bayern-Ticket                       | 38,50 €                | 58,50 €                  | 78,50 €                  | 98,50 €                  | 118,50 €                 |
| Berlin und Brandenburg             | Brandenburg-Berlin-Ticket           | →                      | →                        | →                        | →                        | 56 €                     |
| Mecklenburg-Vorpommern und Hamburg | Mecklenburg-Vorpommern-Ticket Mo–Do | 35 €                   | 38 €                     | 41 €                     | 44 €                     | 47 €                     |
| Mecklenburg-Vorpommern und Hamburg | Mecklenburg-Vorpommern-Ticket Fr–So | 36 €                   | 40 €                     | 44 €                     | 48 €                     | 52 €                     |

### Nachttickets 2. Klasse
Tarifstand März 2025
| Land bzw. Länder       | Name                            | 2. Klasse: eine Person | 2. Klasse: zwei Personen | 2. Klasse: drei Personen | 2. Klasse: vier Personen | 2. Klasse: fünf Personen |
| ---------------------- | ------------------------------- | ---------------------- | ------------------------ | ------------------------ | ------------------------ | ------------------------ |
| Baden-Württemberg      | Baden-Württemberg-Ticket Nacht  | 24 €                   | 33 €                     | 42 €                     | 51 €                     | 60 €                     |
| Bayern                 | Bayern-Ticket Nacht             | 30 €                   | 37 €                     | 44 €                     | 51 €                     | 58 €                     |
| Berlin und Brandenburg | Brandenburg-Berlin-Ticket Nacht | →                      | →                        | →                        | →                        | 35 €                     |

### Nachttickets 1. Klasse
Tarifstand September 2022
| Land bzw. Länder       | Name                            | 1. Klasse: eine Person | 1. Klasse: zwei Personen | 1. Klasse: drei Personen | 1. Klasse: vier Personen | 1. Klasse: fünf Personen |
| ---------------------- | ------------------------------- | ---------------------- | ------------------------ | ------------------------ | ------------------------ | ------------------------ |
| Bayern                 | Bayern-Ticket Nacht             | 35,50 €                | 51,50 €                  | 67,50 €                  | 83,50 €                  | 99,50 €                  |
| Berlin und Brandenburg | Brandenburg-Berlin-Ticket Nacht | →                      | →                        | →                        | →                        | 48 €                     |

### Grenzüberschreitend gültige Tickets
Tarifstand September 2022
| Land bzw. Länder                            | Name                                | eine Person | zwei Personen | drei Personen | vier Personen | fünf Personen |
| ------------------------------------------- | ----------------------------------- | ----------- | ------------- | ------------- | ------------- | ------------- |
| Bayern, Tschechien                          | Bayern-Böhmen-Ticket                | 30 €        | 39,60 €       | 49,20 €       | 58,80 €       | 68,40 €       |
| Niedersachsen, Bremen, Hamburg, Niederlande | Niedersachsen-Ticket plus Groningen | 30 €        | 36,50 €       | 43 €          | 49,50 €       | 56 €          |
| Rheinland-Pfalz, Saarland, Luxemburg        | Rheinland-Pfalz-Ticket + Lux        | 26 €        | 32 €          | 38 €          | 44 €          | 50 €          |
| Sachsen, Tschechien                         | Sachsen-Böhmen-Ticket               | 29 €        | 36,50 €       | 44 €          | 51,50 €       | 59 €          |
| Saarland, Lothringen, Luxemburg             | Saar-Lor-Lux-Ticket                 | 26 €        | 36 €          | 46 €          | 56 €          | 66 €          |

Anmerkung zu Luxemburg: Seit 29. Februar 2020 ist die Nutzung aller Züge in der 2. Klasse, Straßenbahnen, Stadt- und Regionalbusse in Luxemburg kostenfrei.

## Geschichte und Besonderheiten der einzelnen Ländertickets
Die Ländertickets waren ursprünglich eine Ergänzung zum „Schönes-Wochenende-Ticket“, mit dem bundesweit Reisen an Wochenenden möglich waren. Ihre Gültigkeit beschränkte sich daher auf Werktage und Wochenfeiertage. Diese Einschränkung wurde nach und nach für alle Länder aufgehoben, um attraktive Landesangebote auch im Sinne der Regionalisierung des Nah- und Regionalverkehrs anzubieten. Ein weiterer Entwicklungsschritt waren die heute für die meisten Länder erhältlichen Single-Versionen.
2006 wurden mehr als neun Millionen Ländertickets verkauft. Dies entspricht einer Zunahme gegenüber dem Vorjahr von 17 Prozent.
2009 führte die DB testweise ein bundesweit gültiges Ticket, das Quer-durchs-Land-Ticket mit Gültigkeit von Montag bis Freitag ab 9 Uhr bis 3 Uhr am Folgetag als Ergänzung zum Schönes-Wochenende-Ticket, welches nur samstags und sonntags gültig war, ein. Hierbei war erstmals anstelle einer Pauschalregelung ab der zweiten mitreisenden Person ein Zuschlag zu zahlen. Dieses Angebot wurde zunächst im Januar 2010 wieder abgeschafft und als Ersatz die Möglichkeit einer problemlosen Aneinanderreihung der Ländertickets geschaffen. Mit dem Fahrplanwechsel 2010/2011 im Dezember 2010 wurde das Quer-durchs-Land-Ticket als reguläres Angebot – zunächst mit Befristung bis Dezember 2011 – wieder eingeführt, mittlerweile ist es dauerhaft erhältlich. Das Schönes-Wochenende-Ticket wurde zum Ende des Jahres 2019 abgeschafft.
Die letzte Weiterentwicklung betrifft die bisher mit diesen Tickets ausgeschlossene Mitnahmemöglichkeiten von Hunden. In den Ländern, in denen auf Verbundbasis oder per Landestarif (NRW-Tarif) keine kostenlose Mitnahme möglich ist, besteht seit 2010 ein Mitnahmeangebot mit Anrechnung auf die Personenzahl, wobei die Single-Tickets keine Hundemitnahme erlauben.
Mit dem Fahrplanwechsel am 12. Dezember 2010 wurde bei mehreren Ländertickets die bisherige pauschale Gültigkeit für bis zu fünf Mitreisende aufgehoben. Das Mecklenburg-Vorpommern-Ticket, Rheinland-Pfalz- bzw. Saarland-Ticket und das Schleswig-Holstein-Ticket wurden auf eine dem Quer-durchs-Land-Ticket vergleichbare Preisstruktur umgestellt. Der Preis dieser Tickets berechnet sich nun aus einem Grundpreis für einen Mitfahrer plus einen Aufpreis für jede weitere mitfahrende Person. Am 12. Juni 2011 wurde auch das Niedersachsen-Ticket diesem Preissystem angepasst, am 11. Dezember 2011 folgten die entsprechenden Tickets für Baden-Württemberg, Sachsen, Sachsen-Anhalt und Thüringen.

### Baden-Württemberg-Ticket
Das Baden-Württemberg-Ticket ist in allen Zügen der Schienenpersonennahverkehrs und in den anderen Verkehrsmitteln der Verkehrsverbünde in Baden-Württemberg, nicht jedoch auf den Bodensee-Fährverbindungen, der Weißen Flotte oder im länderübergreifenden Stadtbusverkehr zwischen Ulm und Neu-Ulm. Das Baden-Württemberg-Ticket gilt von Montag bis Freitag ab 9 Uhr bis 3 Uhr des Folgetages, an Samstagen, Sonntagen und gesetzlichen Feiertagen ab 0 Uhr bis 3 Uhr des Folgetages.
Das Baden-Württemberg-Ticket Nacht gilt von Sonntag bis Donnerstag ab 18:00 Uhr bis 6:00 Uhr des Folgetages, an Freitagen und Samstagen sowie in den Nächten vor gesetzlichen Feiertagen bis 7:00 Uhr des Folgetages in allen Zügen und Verkehrsmitteln der Verkehrsverbünde.
Das Baden-Württemberg-Ticket 1. Klasse gilt zu denselben Konditionen in allen Verkehrsmitteln, in den Zügen auch in der 1. Wagenklasse.
Zu den in der 2. Klasse gültigen Tickets Baden-Württemberg-Ticket kann auch eine Zuschlagskarte erworben werden, welche die Nutzung der 1. Klasse in den Zügen ermöglicht.
Im Bahnverkehr gilt das Ticket auch zu bestimmten Zielbahnhöfen und auf „Transitstrecken“ außerhalb von Baden-Württemberg, z. B. bis Würzburg, Lindau-Insel, Kreuzlingen, Schaffhausen und zum Bahnhof Basel SBB, auf der linksrheinischen Verbindung von Mannheim über Speyer nach Karlsruhe sowie auf der Illertalbahn zwischen Ulm und Memmingen.
Ende März 2014 wurde das 20-millionste Baden-Württemberg-Ticket verkauft. Bis dahin waren mehr als 50 Millionen Reisende mit dem Angebot unterwegs. Im Jahr 2014 ging die Nachfrage um 14 Prozent zurück. Dieser Rückgang ist durch die Einführung des Metropoltickets zu erklären.
Unter 27-Jährige zahlen mit dem Baden-Württemberg-Ticket Young 24 €, jede weitere mitfahrende Person kostet 9 € zusätzlich. Dieses Ticket ist für Gruppen bis zu 5 Personen erhältlich.

### Bayern-Ticket
Das Bayern-Ticket ist in Bayern in allen Nahverkehrszügen und Verkehrsmitteln der Verkehrsverbünde sowie in den meisten Buslinien gültig. Es gilt von Montag bis Freitag ab 9 Uhr bis 3 Uhr des Folgetages, an Samstagen, Sonn- und Feiertagen ab 0 Uhr bis 3 Uhr des Folgetages.
Das Bayern-Ticket Nacht gilt von Sonntag bis Donnerstag ab 18 Uhr bis 6 Uhr des Folgetages, an Freitagen und Samstagen sowie in den Nächten vor gesetzlichen Feiertagen bis 7 Uhr des Folgetages.
Das Bayern-Ticket-1. Klasse gilt als identisches Angebot in den Nahverkehrszügen auch in der 1. Klasse.
Die Nutzung der 1. Klasse ist mit den in der 2. Klasse gültigen Tickets Bayern-Ticket sowie Bayern-Ticket Nacht auch über eine Zuschlagskarte möglich, welche pro Person zusätzlich erworben werden kann.
Das Bayernticket ist in allen Verkehrsverbünden und den meisten Buslinien gültig. Es gilt außerdem bis Ulm und auf der Strecke Memmingen–Kißlegg–Lindau, Gaubüttelbrunn/Hasloch am Main–Lauda und Schnelldorf–Crailsheim in Baden-Württemberg, nach Sonneberg in Thüringen sowie auf der Außerfernbahn und bis zu den Grenzbahnhöfen Kufstein und Salzburg Hbf in Österreich.
Seit dem 10. Juni 2007 gibt es als Variante für den grenzüberschreitenden Verkehr nach Tschechien das Bayern-Böhmen-Ticket. Dieses Ticket wurde von der damaligen DB Regio Ostbayern (heute DB Regio Nordostbayern bzw. DB Regio Oberbayern) initiiert und ersetzt vorher bestehende Nutzungsmöglichkeiten tschechischer Strecken mit dem Wochenendticket. In Tschechien gilt das Ticket auf den Strecken entlang der Grenze zu Bayern und Sachsen von České Budějovice (Budweis) bis Liberec (Reichenberg). Bei der Tschechischen Bahn (ČD) gilt das Ticket in allen Zugkategorien (Os, Sp, R, Rx, Ex, EC und SC) innerhalb des Geltungsbereiches.
Seit dem 10. Juni 2012 ist der Preis, wie bei anderen Ländertickets auch, nach der Gruppengröße gestaffelt. Zu diesem Zeitpunkt wurde auch ein 1.-Klasse-Ticket für Gruppen eingeführt.

### Brandenburg-Berlin-Ticket
Das gemeinsame Länderticket Brandenburg-Berlin-Ticket gilt auch zur Benutzung von einigen IC-Zügen (von Berlin bzw. Potsdam nach Prenzlau und Cottbus). Es ist praktisch im gesamten öffentlichen Nahverkehr in Berlin und Brandenburg (Verkehrsverbund Berlin-Brandenburg) gültig, ausgenommen ist lediglich die Schöneicher Straßenbahn. Darüber hinaus gilt es auch auf der Direktverbindung von Angermünde nach Stettin (auch im dortigen Stadtverkehr) und Küstrin in Polen; nach Waren, Neubrandenburg und Ueckermünde in Mecklenburg-Vorpommern; Dessau-Roßlau und Lutherstadt Wittenberg in Sachsen-Anhalt sowie Hoyerswerda in Sachsen. Es gilt von Montag bis Freitag ab 9 Uhr bis 3 Uhr des Folgetages, an Samstagen, Sonn- und Feiertagen ab 0 Uhr bis 3 Uhr des Folgetages. Das Berlin-Brandenburg-Ticket ist zur selben zeitlichen Gültigkeit auch als 1. Klasse-Ticket erhältlich. Auch erhältlich ist das Berlin-Brandenburg-Ticket Nacht sowie das Berlin-Brandenburg-Ticket Nacht 1. Klasse, welches von Sonntag bis Donnerstag ab 18 Uhr bis 6 Uhr des Folgetages, an Freitagen und Samstagen sowie in den Nächten vor Feiertagen bis 7 Uhr des Folgetages genutzt werden kann.
Das Ticket wird nicht als Single-Version angeboten. Einzelreisende können stattdessen eine vom VBB herausgegebene Tageskarte VBB-Gesamtnetz nutzen. Diese gilt wie die Ländertickets ab 9 Uhr – an Wochenenden und Feiertagen ganztägig –, jedoch nicht auf den oben genannten Streckenabschnitten in die Nachbarländer.

### Hessenticket
Das Hessenticket ist eine Besonderheit unter den Ländertickets. Es ist kein Angebot der DB, sondern ein gemeinsames Angebot der hessischen Verkehrsverbünde im Bereich des Landes Hessen (NVV, RMV und VRN), daher sind sämtliche Verbundverkehrsmittel (Busse, Straßenbahnen, U- und S-Bahnen sowie Züge des Nahverkehrs [RB und RE]) damit nutzbar. Das Ticket gilt auch auf ausgewiesenen Strecken, die kurzzeitig durch andere Länder führen, sowie zu einigen speziell genannten Städten und Gemeinden außerhalb Hessens. Über Hessen hinaus gilt das Hessenticket
- an der Nordgrenze des NVV bis
  - in die Stadt Warburg mit den Stadtteilen Calenberg, Dalheim, Daseburg, Germete, Herlinghausen, Hohenwepel, Menne, Nörde, Ossendorf, Welda und Wormeln in Nordrhein-Westfalen,
  - in die Stadt Hannoversch Münden mit den Stadtteilen Bonaforth, Hedemünden, Laubach und Oberode und
  - in die Gemeinde Staufenberg in Niedersachsen, sowie
  - bis zum Bahnhof Gerstungen in Thüringen, jedoch nur im Eisenbahnverkehr der Linie R6,
- im außerhessischen RMV-Gebiet
  - im rheinland-pfälzischen Teil der RMV-Wabe 65 (vor allem Stadtgebiet Mainz) und
- in den Übergangstarifgebieten zwischen VRN und RMV bis
  - Weinheim (ohne Ortschaften Oberflockenbach und Rippenweier; VRN-Wabe 65),
  - Eberbach (VRN-Wabe 107), sowie
  - zur Kernstadt von Worms (VRN-Wabe 43).

Angeboten wird nur eine Version für bis zu 5 Personen.
Im Gegensatz zu den übrigen Ländertickets wird das Hessenticket nicht bundesweit vertrieben, sondern nur in Hessen und den Gebieten der erweiterten Gültigkeit verkauft. Es ist zu den normalen Bedingungen der Verbünde auch im Vorverkauf und an allen Automaten aller Verkehrsunternehmen im Gültigkeitsbereich erhältlich. Der Kauf in Zügen der Deutschen Bahn ist nicht möglich. Im gesamten RMV-Gebiet sowie bei einigen weiteren Verkehrsunternehmen ist der Erwerb auch in Bussen und einigen Straßenbahnen möglich.
Das Hessenticket gilt für bis zu fünf Personen, unabhängig vom Verwandtschaftsgrad etc. Die Eintragung der Namen ist erforderlich. Die Mitnahme von Fahrrädern und Hunden ist kostenlos. Bei einigen Verkehrsunternehmen bestehen allerdings generelle Einschränkungen für die Fahrradmitnahme, so zum Beispiel vor 9 Uhr.

### Mecklenburg-Vorpommern-Ticket
Das Mecklenburg-Vorpommern-Ticket wurde als gemeinsames Angebot der Länder Mecklenburg-Vorpommern, Schleswig-Holstein und Hamburg eingeführt. Um die Preisgestaltung attraktiv zu erhalten, erfolgte eine Trennung von Schleswig-Holstein, wobei die Anerkennung in Hamburg erhalten blieb (→ Gültigkeit der Tickets im Hamburger Verkehrsverbund). Später erfolgte außerdem die Einführung einer preiswerten Single-Version.
Das Länderticket ist zusätzlich auf den Strecken Schwanheide–Hamburg, Grabow–Bad Wilsnack und von Herrnburg bis Lübeck-Travemünde gültig. In Richtung Hamburg kann allerdings die Strecke Bad Kleinen–Lübeck–Hamburg nicht genutzt werden. Außerdem gelten die Fahrkarten bis zum polnischen Bahnhof Szczecin Główny und im Stadtverkehr von Stettin (Straßenbahn und Busse). Für Reisen nach Schleswig-Holstein kann das Schleswig-Holstein-Ticket genutzt werden. Dies ist als gemeinsames Angebot der Länder weiterhin erhältlich und wird auch in Mecklenburg-Vorpommern angeboten.

### Niedersachsen-Ticket
Im Juni 2013 wurde mit dem Niedersachsentarif ein Landestarif eingeführt, der den bisher gültigen DB-Nahverkehrstarif ersetzt. Das Niedersachsen-Ticket ist ein Fahrkartenangebot im Niedersachsentarif und damit kein DB-Angebot mehr.
Das Niedersachsen-Ticket gilt für Fahrten mit allen Nahverkehrszügen in Niedersachsen, Bremen und Hamburg. Darüber hinaus gilt es für Fahrten mit den öffentlichen Verkehrsmitteln (U-Bahn, Straßenbahn, Bus) in Niedersachsen, Bremen und den HVV-Ringen AB, die die gesamte Hansestadt Hamburg sowie einzelne Orte in Schleswig-Holstein umfassen. Im Schienenpersonennahverkehr gilt es außerdem auf einzelnen Strecken in benachbarten Bundesländern und bis Hengelo in den Niederlanden.
Das Ticket ist auf der gesamten Verbindung Bad Bentheim–Rheine–Osnabrück–Minden–Bückeburg sowie auf der Weser-Bahn (Löhne–Hameln) über die Landesgrenze hinaus auch in Nordrhein-Westfalen gültig. Bei Fahrten nach Münster gilt das Niedersachsen-Ticket jedoch nur für die Strecke von Rheine. Auf der Strecke von Osnabrück endet die Gültigkeit des Tickets in Natrup-Hagen vor der niedersächsischen Landesgrenze.
Das Ticket kann auch auf der gesamten Verbindung von Göttingen nach Hann. Münden und Speele genutzt werden, die durch das hessische Eichenberg führt. Außerdem können die Nahverkehrszüge zwischen Holzminden und Bodenfelde über Ottbergen (NRW) und Bad Karlshafen (Hessen) genutzt werden.
Das Niedersachsen-Ticket gilt seit dem 14. Januar 2018 von Bad Bentheim weiter über Oldenzaal bis nach Hengelo. Für den grenzüberschreitenden Verkehr bis in die Niederlande wird über Winschoten bis nach Groningen das Niedersachsen-Ticket plus Groningen angeboten. Vom 14. Juni 2020 bis 30. März 2021 gab es das Niedersachsen-Ticket plus Nordhausen, das zusätzlich auf der Strecke Walkenried–Nordhausen gültig war. Dieses Angebot ging am 1. April 2021 im Niedersachsen-Ticket plus Ostharz auf, mit dem z. B. Wernigerode, Quedlinburg, Blankenburg, Halberstadt, Nordhausen und andere Orte in Sachsen-Anhalt und Thüringen mit den Nahverkehrszügen erreichbar sind. Das Niedersachsen-Ticket wird nicht in den öffentlichen Verkehrsmitteln auf den Strecken entlang der „plus“-Angebote, in Groningen (NL) und in Hengelo (NL) anerkannt.
Seit 15. Dezember 2013 gilt das Niedersachsen-Ticket genau wie andere Nahverkehrsfahrkarten in den IC-Zügen zwischen Bremen Hbf und Norddeich Mole/Emden Außenhafen. Die Anerkennung des Niedersachsen-Tickets in anderen IC-Zügen ist ausgeschlossen.
Seit 1. Januar 2015 müssen die Namen aller reisenden Personen auf dem Ticket eingetragen werden. Fahren weniger als fünf Personen, sind freie Linienfelder (sofern vorhanden) durchzustreichen. Kostenfrei mitreisende Kinder werden nicht namentlich auf dem Ticket eingetragen. Mitgeführte Hunde gelten jeweils als weitere zahlende Person und werden als „Hund“ eingetragen. Seit dem 11. Juni 2017 können, unabhängig von der Anzahl der zahlenden Personen, bis zu drei Kinder von 6 bis 14 Jahren mitgenommen werden, bei denen es sich nicht um eigene Kinder oder Enkel handeln muss. Weitere Kinder zwischen 6 und 14 Jahren sind kostenpflichtige Mitreisende und werden namentlich eingetragen. Kinder unter 6 Jahren fahren generell kostenlos mit.
Seit 10. Dezember 2023 gelten das Niedersachsen-Ticket und die plus-Angebote Groningen und Ostharz rund um die Uhr und sind somit an jedem Tag von 0 Uhr bis 3 Uhr des nächsten Tages gültig.

### Nordrhein-Westfalen

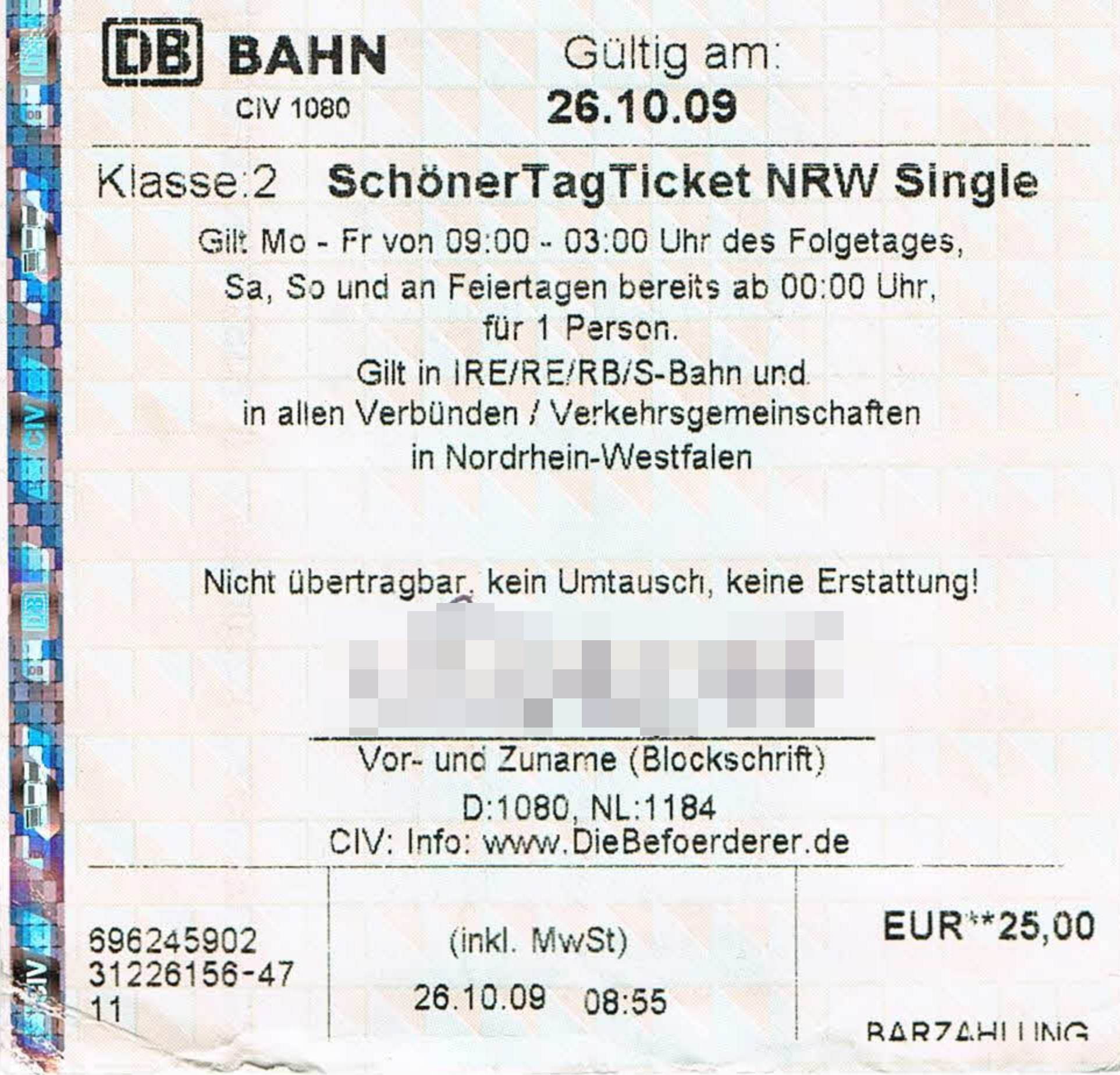
SchönerTagTicket NRW für eine Person (Single), 2009

Das SchönerTagTicket NRW war das erste Landesticket mit Gültigkeit in allen Verkehrsverbünden. Es konnte bereits zum 14. Dezember 2001 im Internet erworben werden. Ab August 2004 wurde das Ticket für den geplanten NRW-Tarif als „Vorlaufleistung eines Pauschaltarifs“ angeboten und damit zu einem regulären Tarifangebot. Gleichzeitig erhältlich war neben einer preiswerten Single-Version ein Kurzstreckenticket für 2 Stunden freies Reisen innerhalb des Landes (SchöneFahrtTicket NRW, jedoch ohne Rückfahrtmöglichkeit). Heute sind diese Tickets als „Pauschalangebote“ fest in den Landestarif integriert. Da das Land komplett durch Verkehrsverbünde bzw. -gemeinschaften versorgt wird, ist das SchönerTagTicket landesweit in fast allen Verkehrsmitteln des Nah- und Regionalverkehrs gültig. (Nachtbusse in OWL sind ausgenommen.) Es gilt außerdem in angrenzenden Bereichen der Nachbarländer u. a. bis Bad Breisig, Ahrbrück, Gerolstein und Daaden in Rheinland-Pfalz, Venlo, Enschede (Niederlande), Bad Karlshafen, Willingen (Hessen). Eingeschlossen ist außerdem das Stadtgebiet des niedersächsischen Osnabrück (inkl. Stadtbusse). Hunde können kostenlos mitfahren.
Zur Kulturhauptstadt Ruhr 2010 gab es ein spezielles Länderticket für bis zu zwei Personen mit einer Gültigkeit von 48 Stunden ab Entwertung. Ebenso war das SchönerTagTicket NRW an einigen Nordrhein-Westfalen-Tagen zwei bzw. drei Tage lang gültig.
Der Verkehrsclub Deutschland (VCD) kritisiert den aktuellen Stand des Preissystems, weil es nur als Singleversion oder für Minigruppen bis zu fünf Personen erhältlich ist. Hierdurch seien die endgültigen Preise zu hoch. Während in anderen Bundesländern eine Person bereits ab 23 Euro ein Länderticket erwerben kann, ist es in Nordrhein-Westfalen deutlich teurer (31,90 €), ebenso werden kleinere Gruppen von zwei oder drei Personen benachteiligt. Der VCD fordert eine Staffelung des Ticketpreises durch einen Festpreis pro Person und eine Zusatzgebühr für maximal vier Mitfahrer, ähnlich der Ländertickets anderer Bundesländer.

### Rheinland-Pfalz-/Saarland-Ticket
Das Rheinland-Pfalz-Ticket und das Saarland-Ticket sind für beide Länder gültig. Die Fahrradmitnahme ist mit dem Länderticket in Rheinland-Pfalz und im Saarland sowie auf den Übergangsstrecken in Baden-Württemberg kostenlos, im Übergangsbereich zu NRW ist ein Fahrradticket NRW notwendig.
Das zum Fahrplanwechsel 2014/2015 neu eingeführte Rheinland-Pfalz-Ticket + Lux ist in Rheinland-Pfalz und im Saarland sowie im Großherzogtum Luxemburg gültig. Es gilt in Rheinland-Pfalz und im Saarland von Montag bis Freitag ab 9 Uhr bis 3 Uhr des Folgetages, an Samstagen, Sonn- und Feiertagen ab 0 Uhr bis 3 Uhr des Folgetages in allen Nahverkehrszügen und Verkehrsmitteln der Verkehrsverbünde. In Luxemburg ist es täglich ab 0 Uhr bis 3 Uhr des Folgetages in allen Bussen und Zügen außer dem TGV gültig. Die Fahrradmitnahme ist auch in Luxemburg kostenfrei. Der Preis ist am 29. Februar 2020 wegen der Einführung der Kostenfreiheit öffentlicher Verkehrsmittel im Luxemburg jeweils um 5 Euro gesunken.
Das Ticket gilt zusätzlich in den Verkehrsmitteln folgender Verkehrsverbünde in Rheinland-Pfalz: Verkehrsverbund Rhein-Mosel, Verkehrsverbund Region Trier, in allen Verkehrsmitteln der linksrheinischen Gebiete der Verbünde Rhein-Main-Verkehrsverbund, Rhein-Nahe-Nahverkehrsverbund, Karlsruher Verkehrsverbund, und im Saarländischen Verkehrsverbund. Im Verkehrsverbund Rhein-Neckar war es linksrheinisch bis Dezember 2018 in allen Verkehrsmitteln gültig, seit Anfang 2019 wird es nur noch auf den Eisenbahnstrecken anerkannt. Über das Gebiet der Länder hinaus gilt das Ticket auf der linksrheinischen Bahnstrecke nach Bonn Hbf, den durch Hessen führenden Strecken nach Limburg (Lahn) aus Richtung Koblenz, Köln und Montabaur (nicht Richtung Wiesbaden), der Strecke von Altenkirchen (Ww) über Au (Sieg) in NRW nach Betzdorf und der Strecke Betzdorf–Siegen, den rechtsrheinischen Strecken Koblenz–Rüdesheim am Rhein–Wiesbaden Hbf–Mainz in Hessen und Ludwigshafen–Mannheim Hbf–Graben-Neudorf–Karlsruhe Hbf–Wörth und Germersheim–Graben-Neudorf–Karlsdorf in Baden-Württemberg, nach Lauterbourg und Wissembourg in Frankreich sowie im Stadtverkehr Wiesbaden bei der ESWE Verkehrsgesellschaft.

### Sachsen-/Sachsen-Anhalt-/Thüringen-Ticket
Das Sachsen-Ticket, das Sachsen-Anhalt-Ticket und das Thüringen-Ticket sind für alle drei Länder gültige Ländertickets. Das Ticket wird in den Verkehrsverbünden Mittelsachsen (VMS), Vogtland (VVV), Oberlausitz-Niederschlesien (ZVON), Mitteldeutschland (MDV), Mittelthüringen (VMT) und Region Magdeburg (marego) anerkannt und kann dort auch in Bussen und Straßenbahnen benutzt werden. Die Fahrradmitnahme ist in Sachsen-Anhalt und Thüringen sowie in den Zügen der sächsischen Verkehrsverbünde VMS und VVV sowie im MDV kostenlos.
Daneben existiert mit dem Sachsen-Böhmen-Ticket seit dem 10. Juni 2007 eine grenzüberschreitende Variante, mit welcher man in Sachsen sowie auf grenznahen Strecken in Tschechien reisen kann. Der tschechische Geltungsbereich ist identisch mit dem des Bayern-Böhmen-Tickets.
Es kostet 33 Euro + 8 Euro je weitere Person (maximal 5 Personen).

### Schleswig-Holstein-Ticket
Das Schleswig-Holstein-Ticket ist ein gemeinsames Angebot für die Länder Schleswig-Holstein, Mecklenburg-Vorpommern und Hamburg (→ Gültigkeit der Tickets im Hamburger Verkehrsverbund). Es ist nicht gültig in Bussen der meisten regionalen Verkehrsbetriebe – insbesondere auf den Inseln. In Mecklenburg-Vorpommern wird das Schleswig-Holstein-Ticket auch in den Zügen der Usedomer Bäderbahn (UBB), der Ostseeland Verkehr (OLA) und in der Ostdeutschen Eisenbahn (ODEG) anerkannt. Es war außerdem bis Dezember 2012 zum polnischen Bahnhof Szczecin Główny und im Stadtverkehr von Stettin gültig. Diese Regelung besteht jedoch weiterhin für das Mecklenburg-Vorpommern- und das Schönes-Wochenende-Ticket. Nach Stettin bieten sich alternativ Einzeltickets, die beim Zugbegleiter ab Grambow gelöst werden können (Preis 2,50 € für eine einfache Fahrt oder 10 Złoty beim Kauf im Stettiner Bahnhof), da Auslands-Pauschalangebot im DB-Zug ohne Anerkennung von BahnCard 25 oder 50 und ohne Gültigkeit im öffentlichen Personennahverkehr (ÖPNV) von Stettin.
Das Angebot ist (im Gegensatz zu Nordrhein-Westfalen) kein Bestandteil des ab Ende 2002 eingeführten Landestarifs. Der Schleswig-Holstein-Tarif bietet daher eigene Netztickets an, die auch im Busverkehr überwiegend anerkannt werden. Ende 2010 wurde das bisherige Pauschalangebot für bis zu fünf Personen zugunsten einer Aufpreisregelung aufgegeben. Damit ergab sich u. a. eine leichte Preisermäßigung für Einzelreisende; eine Single-Version wurde für dieses Länderticket nie eingeführt.

## Gültigkeit der Tickets im Hamburger Verkehrsverbund (HVV)
Die Niedersachsen-, Schleswig-Holstein- und Mecklenburg-Vorpommern-Tickets werden vom Hamburger Verkehrsverbund im Tarifbereich Hamburg AB anerkannt, jedoch nicht in den anschließenden Ringen „C“ bis „E“ in Niedersachsen bzw. Schleswig-Holstein. Zum Tarifbereich AB zählen neben Hamburg angrenzende Städte wie Großhansdorf und Schenefeld. In diesen Außenringen gelten sie entsprechend den Bedingungen des jeweiligen Ländertickets. Es können alle Nahverkehrsmittel genutzt werden, auch die HADAG-Elbfähren ab Landungsbrücken bzw. Teufelsbrück.

## Übersicht über sonstige landesweit gültige Tageskarten (Verbund- und Regionaltarife)
Im Gegensatz zu den oben aufgeführten Ländertickets sind einige der folgenden landesweit gültigen Verbundfahrscheine übertragbar, die Eintragung eines Namens ist also nicht erforderlich.
| Land                   | Verbund                  | Bezeichnung                           | Ganztag/9-Uhr                          | Eine Person    | Fünf Personen  |
| ---------------------- | ------------------------ | ------------------------------------- | -------------------------------------- | -------------- | -------------- |
| Berlin                 | VBB                      | 24-Stunden-Karte Berlin AB            | 24 Stunden ab Entwertung               | 10,60 € (2025) | 33,30 € (2025) |
| Berlin und Brandenburg | VBB                      | Tageskarte VBB-Gesamtnetz             | Mo–Fr ab 9 Uhr, am Wochenende ganztags | 26,90 € (2025) | ×              |
| Land Bremen            | VBN                      | TagesTicket Preisstufe H (Gesamtnetz) | Ganztag                                | 23,90 €        | 35,90 €        |
| Land Bremen            | VBN                      | NachtTicket                           | 19 bis 3 Uhr                           | 9,90 €         | ×              |
| Hamburg AB Hamburg     | HVV                      | 9-Uhr-Tageskarte / 9-Uhr-Gruppenkarte | 9-Uhr                                  | 7,10 € (2023)  | 13,40 € (2023) |
| Hamburg AB Hamburg     | HVV                      | Ganztageskarte                        | Ganztag                                | 8,40 € (2023)  | ×              |
| Schleswig-Holstein     | Schleswig-Holstein-Tarif | Tageskarte                            | Ganztag                                | 32,50 € (2022) | ×              |
| Schleswig-Holstein     | Schleswig-Holstein-Tarif | Kleingruppenkarte                     | 9-Uhr                                  | ×              | 38,20 € (2022) |
| Saarland               | saarVV                   | Tageskarte Netz                       | Ganztag                                | 10,90 €        | ×              |
| Saarland               | saarVV                   | Gruppentageskarte Netz                | Ganztag                                | ×              | 23,10 €        |

 Tarifstand März 2023 
1. ↑  Ganztag: Diese Karten gelten an allen Wochentagen bereits ab 0:00 Uhr (keine 9:00-Uhr-Einschränkung an Werktagen).
2. 1 2  Land Bremen incl. Bremerhaven und Umland (Gesamtnetz VBN). Es gibt auch Angebote mit Geltungsbereich für die Stadtgebiete Bremen (mit/ohne Umland), Bremerhaven oder Oldenburg. Das NachtTicket ist nur im Gesamtnetz erhältlich.
3. ↑  Keinerlei Mitnahmemöglichkeit, übertragbar (außer Handy-Tickets), gilt auf speziellen Nachtlinien auch außerhalb des Gültigkeitszeitraums, gilt wie alle VBN-Tickets nicht in den NachtEulen in Ammerland
4. 1 2  Der Großbereich Hamburg umfasst auch einzelne Orte in Schleswig-Holstein und Niedersachsen (unter anderem Wedel, Norderstedt, Reinbek und Maschen). Im Rahmen des HVV-Tarifes gibt es diesen Kartentyp auch mit abweichenden Geltungsbereichen bis hin zum kompletten Verbundgebiet, welches deutlich nach Niedersachsen und Schleswig-Holstein hinein reicht.
5. 1 2  Im Gegensatz zu den anderen hier aufgeführten Ländertickets bzw. landesweit gültigen Verbundfahrscheinen gelten Tageskarten des HVV am Folgetag bis 6.00 Uhr morgens. Es können drei Kinder (6 bis 14 Jahre) mitgenommen werden.
6. 1 2  Preisstufe 21. Im Gegensatz zum Schleswig-Holstein-Ticket der DB Regio AG sind Fahrkarten des Schleswig-Holstein-Tarifs auch in fast allen Busverkehren gültig. Angegeben ist die Netzpreisstufe 21, es gibt zusätzlich eine Preisstufe 21+ mit erweiterter Gültigkeit für den Busverkehr auf der Insel Sylt.

Im Bereich des HVV (Hamburg) werden Hunde kostenlos befördert. In Berlin und Brandenburg (VBB) ist bei Tageskarten die kostenlose Mitnahme eines Hundes möglich. Im VBN (Bremen) kann anstelle eines Kindes ein Hund mitgenommen werden.